# Platja de l'Altet

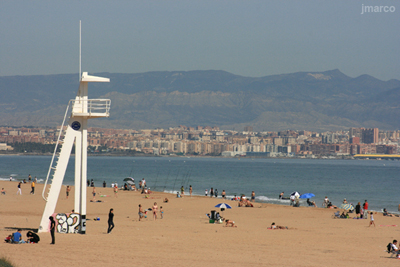
Platja de l'Altet

La Platja de l'Altet limita al nord, amb la platja d'Urbanova i al sud amb la dels Arenals del Sol.
Constitueix un gran espai verge de sorra daurada, de dos quilòmetres de longitud, i d'aigües tranquil·les. Situada en una zona d'alt valor ecològic com ho són els ecosistemes de dunes del litoral. Conforma un dels paisatges més singulars del país, atès que en ell es pot observar un complex funcionament de la gènesi dunar, el que la converteix en un referent únic.
El conjunt de l'ecosistema natural de la platja de l'Altet, el forma la pròpia platja, el seu sistema dunar fòssil així com el Fondet de la Sinieta, situat a la zona posterior de la platja, així mateix aquest ecosistema litoral està estretament relacionat amb el saladar d'Aigua Amarga i amb el Clot de Galvany.
Disposa de zona d'aparcament, rentapeus, passarel·les de fusta, baret, àrees per practicar esport, lloguer d'hamaques i para-sols i vigilància marítima. A més conta amb un servei regular d'autobusos que la connecta amb el nucli de l'Altet, Elx i Alacant.